# دهستان سرناباد
دهستان سرناباد نام دهستانی در بخش همایجان شهرستان سپیدان، استان فارس در ایران است. براساس سرشماری مرکز آمار ایران در سال ۱۳۸۵، جمعیت آن ۳۴۰۲ نفر (۸۵۴ خانوار) بوده‌است.